# Kakapo (rivière)
La rivière Kākāpō  (en anglais : Kākāpō River) est un cours d’eau de la région de la   West Coast de l’Île du Sud de la Nouvelle-Zélande.

## Géographie
La rivière s’écoule vers le nord-ouest à partir de sa source située à 3 kilomètres à l’ouest du « Mont Kendall », atteignant son exutoire dans la rivière Karamea à 15 kilomètres de l’embouchure de cette dernière.